# Le Maisnil
Le Maisnil è un comune francese di 612 abitanti situato nel dipartimento del Nord nella regione dell'Alta Francia.

## Società

### Evoluzione demografica
Abitanti censiti